# Nymphon typhlops
Nymphon typhlops är en havsspindelart som först beskrevs av Hodgson, T.V. 1914.  Nymphon typhlops ingår i släktet Nymphon och familjen Nymphonidae. Inga underarter finns listade i Catalogue of Life.